# 31109 Janpalouš
31109 Janpalouš è un asteroide della fascia principale. Scoperto nel 1997, presenta un'orbita caratterizzata da un semiasse maggiore pari a 2,3037595 UA e da un'eccentricità di 0,0734501, inclinata di 6,90243° rispetto all'eclittica.